# Recent Songs
Recent Songs es el sexto álbum de Leonard Cohen, lanzado en 1979.
Fue producido por Henry Lewy y el propio Cohen, después de la nefasta experiencia con Phil Spector, y supone una vuelta a la acústica folk habitual en sus álbumes.
Colaboraron en este disco el violinista gitano Raffi Hakopian, el armenio John Bilezikjian (que toca el laúd), y un grupo mariachi mexicano. También aparece Jennifer Warnes, colaboradora habitual de Cohen.
Por otro lado, aparecen los miembros de la banda Passenger, que Cohen conoció gracias a Joni Mitchell, y que después acompañaron en directo a Cohen, en la gira recogida en el álbum Field Commander Cohen: Tour of 1979. Por último, participa Garth Hudson, de The Band.
Todas las canciones son de Cohen, excepto "Came so far for beauty" (Cohen/Lissauer) y "Un Canadien Errant" (M.A. Gerin/Lajoie), canción que es interpretada en francés.

## Listado de temas
1. "The Guests" – 6:40
2. "Humbled in Love" – 5:15
3. "The Window" – 5:56
4. "Came So Far for Beauty" – 4:04
5. "The Lost Canadian (Un Canadien errant)" – 4:42
6. "The Traitor" – 6:16
7. "Our Lady of Solitude" – 3:13
8. "The Gypsy's Wife" – 5:13
9. "The Smokey Life" – 5:19
10. "Ballad of the Absent Mare" – 6:26